# Malbun
Malbun – wieś w Liechtensteinie, eksklawa gminy Triesenberg, w regionie Oberland. Znany ośrodek narciarski, położony na wysokości ok. 1600 m n.p.m.

## Geografia
Malbun jest najdalej na wschód wysuniętą miejscowością w Oberlandzie. Jedyne połączenie z resztą kraju stanowi droga prowadząca do Steg, a następnie tunelem do Triesenberga. Wieś nie ma znaczenia administracyjnego i nie stanowi odrębnej jednostki a jest integralną częścią Triesenberga. 
Osada jest położona w malowniczej górskiej rynnie polodowcowej określanej tą samą nazwą, która została wyrzeźbiona przez lokalny lodowiec. Dnem tej doliny płynie strumień Malbunbach, który uchodzi w miejscowości Steg do rzeki Saminy.

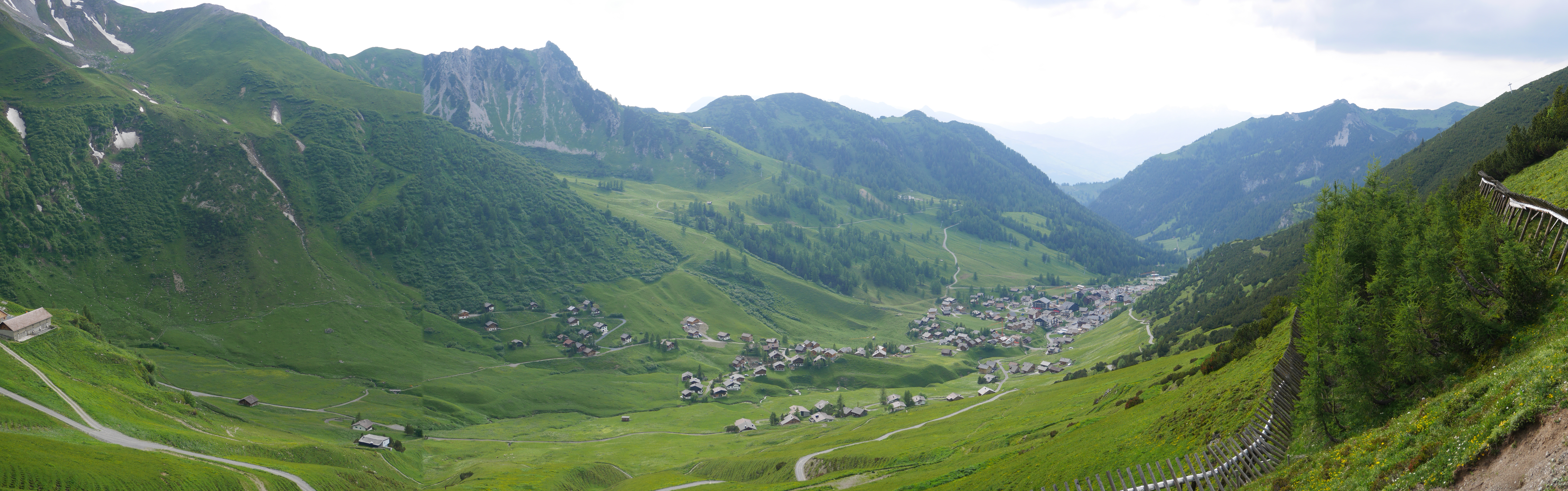
Panaroma doliny Malbun.

## Historia
Pierwszymi mieszkańcami doliny Malbun byli Walserowie, którzy osiedlali się tutaj w XIII wieku. Ziemie te należały do mieszkańców Vaduz i Schaan, którzy w 1355 roku oddali w lenno dolinę i górskie łąki Walserom. W 1657 roku tereny te zostały sprzedane mieszkańcom Triesenberga i od tamtej pory są związane z tą gminą. Przez wieki tereny dzisiejszego Malbun były wykorzystywane do wypasania zwierząt, m.in. przez rolników z Triesenberga, którzy zimą wypędzali bydło na teren Malbun. Rolnictwo alpejskie zaczęło zanikać w XIX wieku, a znikło całkowicie w połowie XX wieku. W 1969 odbył się ostatni tradycyjny zimowy spęd bydła.
Od początku XX wieku rozwijała się turystyka w Malbun. W 1908 roku powstał Alpejski Dom Zdrojowy (niem. Alpenkurhaus), który początkowo otwarty był latem, ale od 1934 roku także zimą. Przyjmował on wielu turystów m.in. z Niemiec. W latach 30. XX wieku powstały także pierwsze domy letniskowe. 
Rozwój turystyki w Malbun przyspieszyła budowa tunelu drogowego łączącego Steg z Triesenbergiem co znacznie ułatwiło dojazd samochodami do osady. W 1954 roku wieś została połączona z elektrownią Samina a co za tym idzie z krajową siecią energetyczną. W 1959 roku droga dojazdowa do Malbun została przystosowana do warunków zimowych i mogła być otwarta przez cały rok. W 1966 powstał pierwszy wodociąg, a dwa lata później miejscowość przyłączono do oczyszczalni ścieków. 
Ważnym elementem historii Malbun stały się sporty zimowe, których stało się ono ośrodkiem. W 1962 roku otwarto pierwszy wyciąg narciarski, a w 1963 kolej krzesełkową. 
W latach siedemdziesiątych nastąpił okres największego rozwoju turystyki i sportu na terenie Malbun, który zahamował znacznie w latach osiemdziesiątych. Powstała m.in. szkółka narciarska, liczne sklepy, place zabaw dla dzieci ale także wiele kolejnych domów i mieszkań. 
Poważnym problemem osady były lawiny, które niejednokrotnie niszczyły budynki. W 1999 roku lawina uszkodziła cztery domy, a jedenaście zmiotła z powierzchni.

## Sport i turystyka
W Malbun funkcjonują trzy wyciągi krzesełkowe (Hochegg, Täli oraz Sareis) oraz jeden wyciąg narciarski, którymi zarządza spółka Bergbahnen Malbun AG. Jest to jedyny ośrodek narciarski w Liechtensteinie. Ponadto z Malbun poprowadzone są ważne szlaki turystyczne prowadzące na alpejskie szczyty: m.in. na Augstenberg, do schroniska Pfälzerhütte czy na Naafkopf.

## Galeria

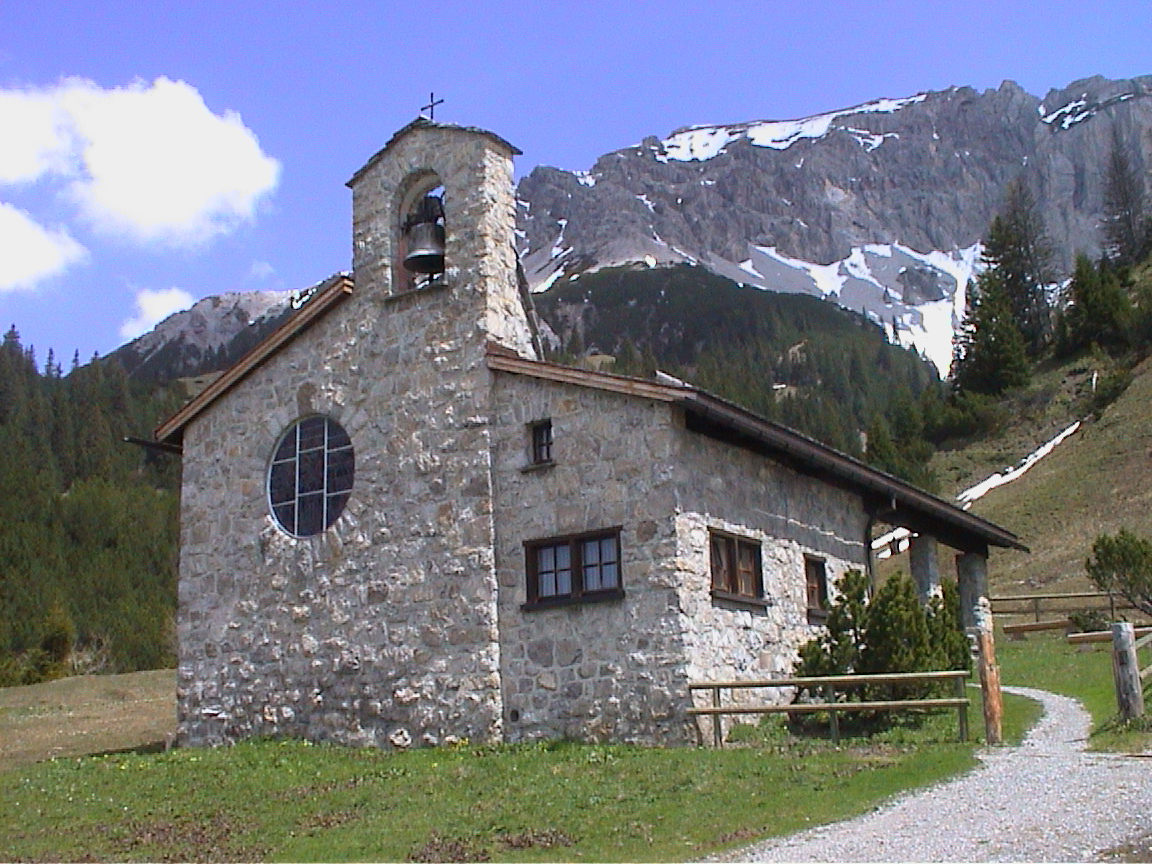
Kaplica Pokoju w Malbun (Friedenskapelle)
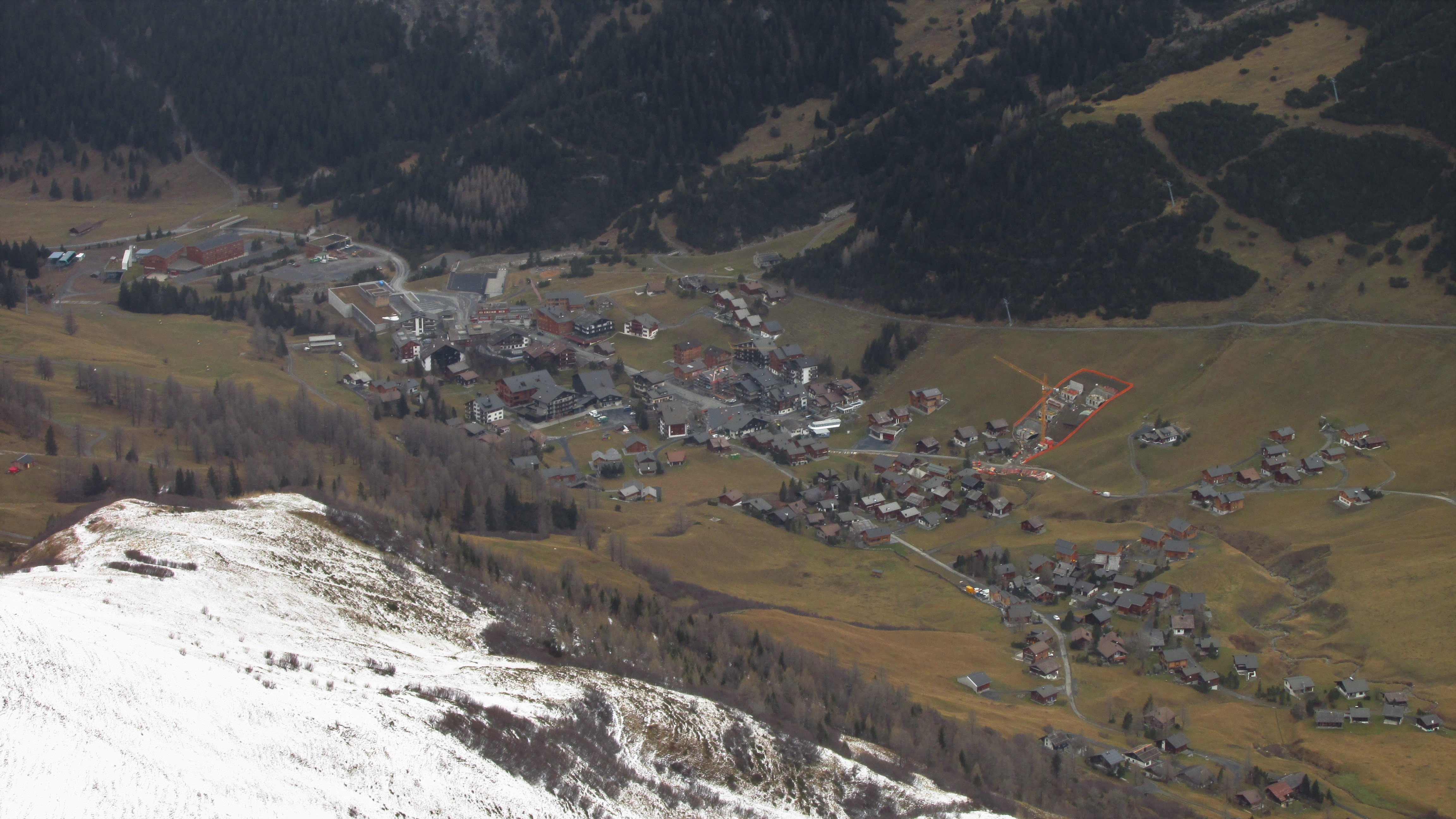
Widok na Malbun z Augstenberga
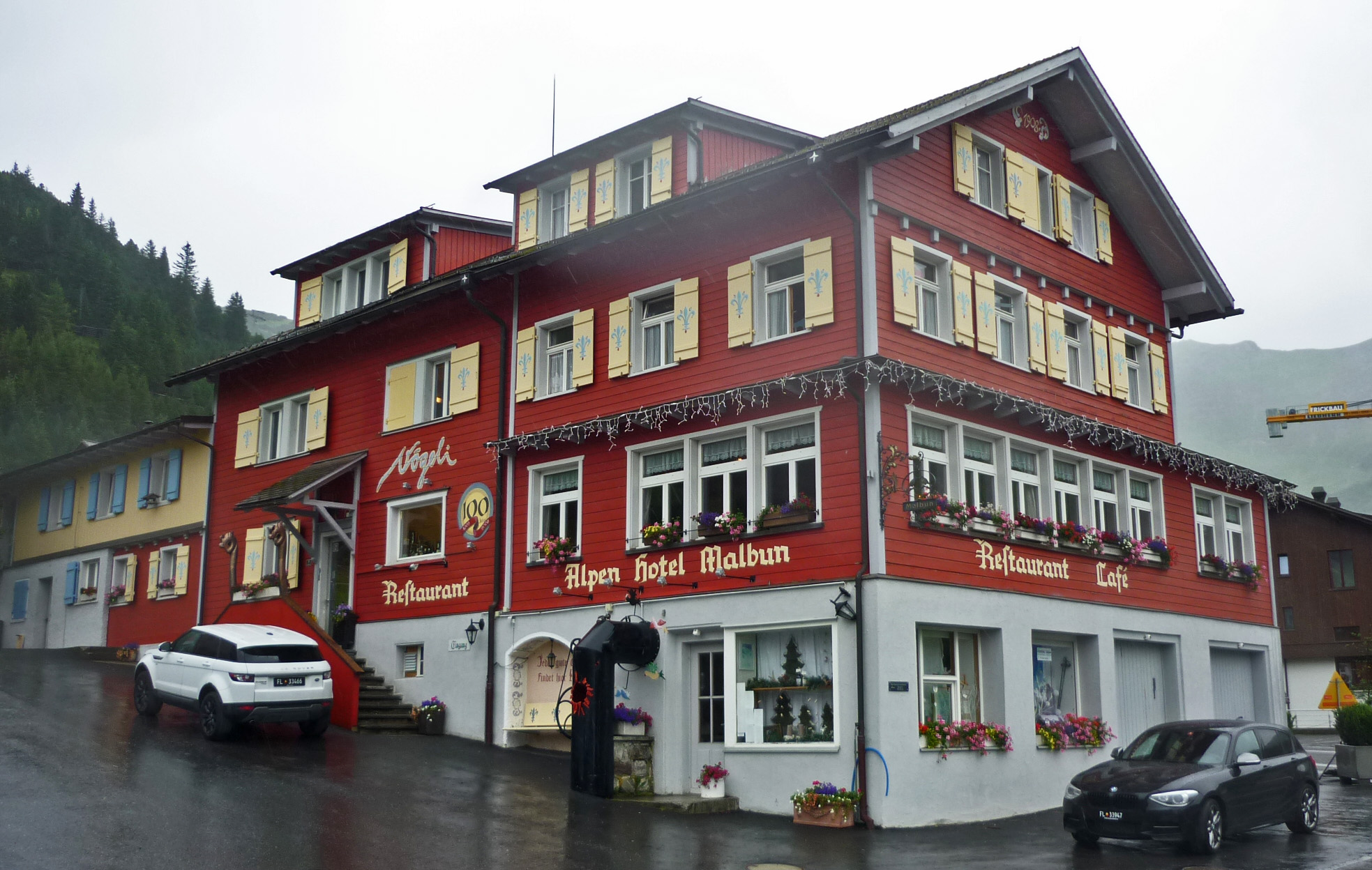
Hotel w Malbun
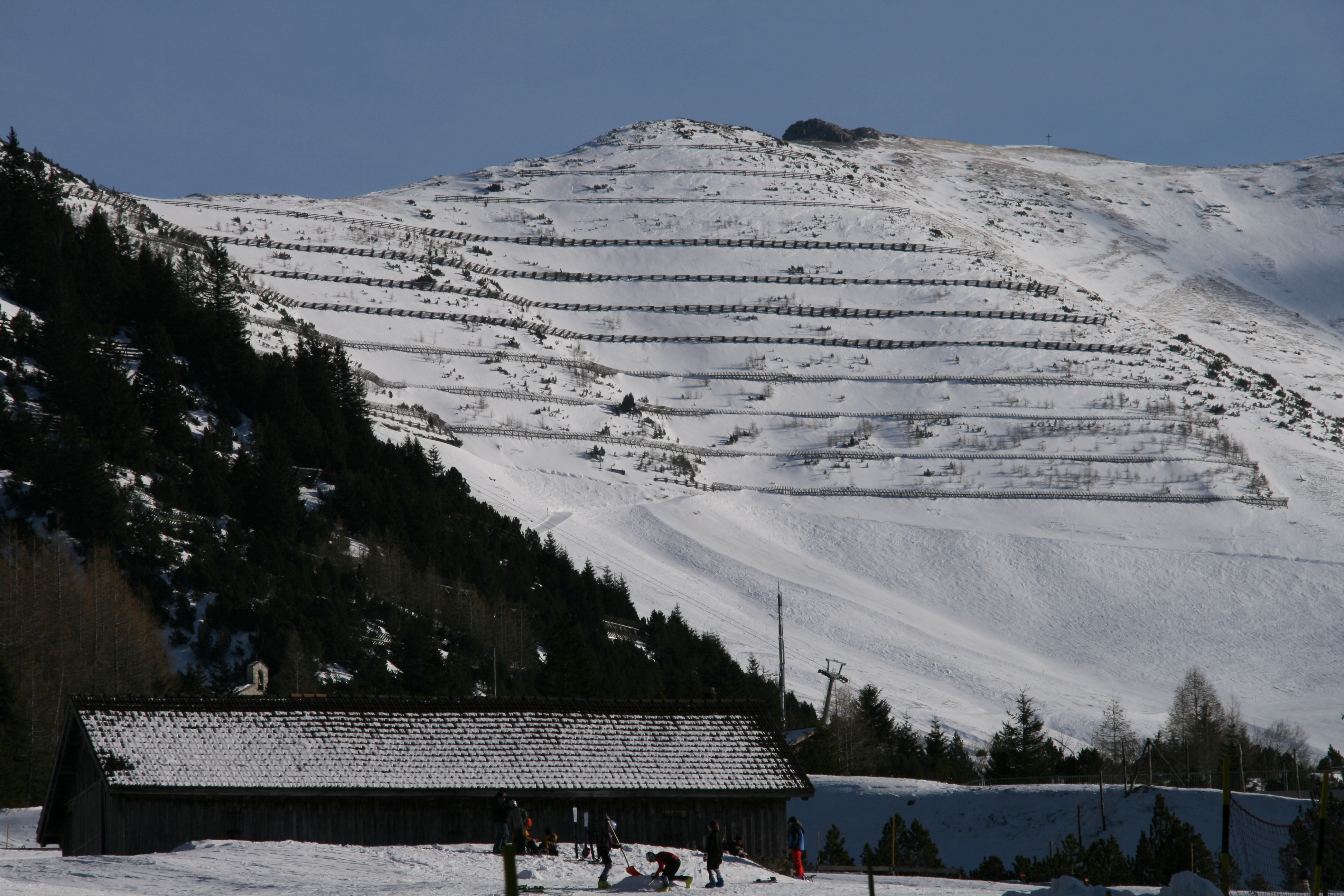
Narciarska trasa zjazdowa
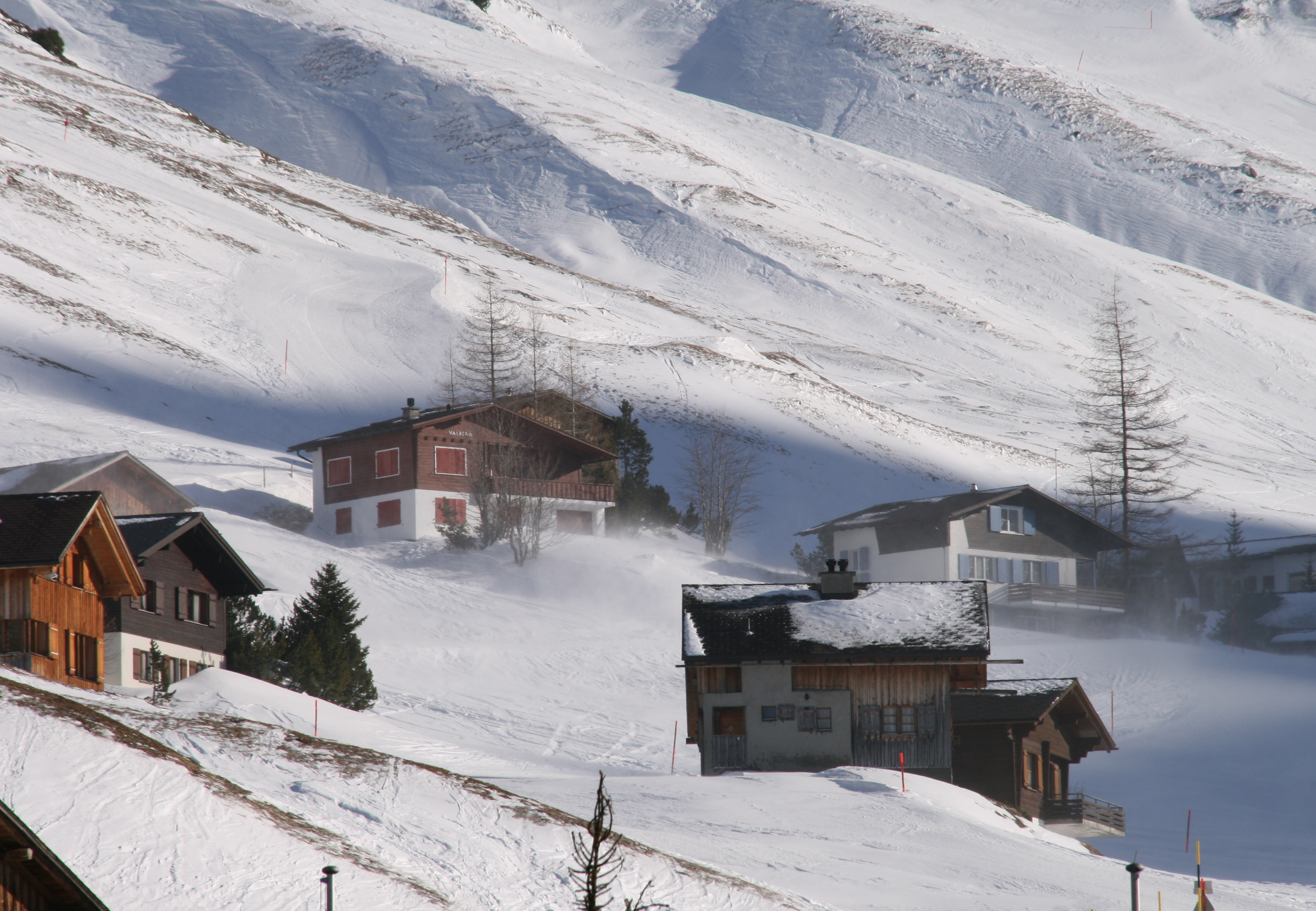
Malbun zimą
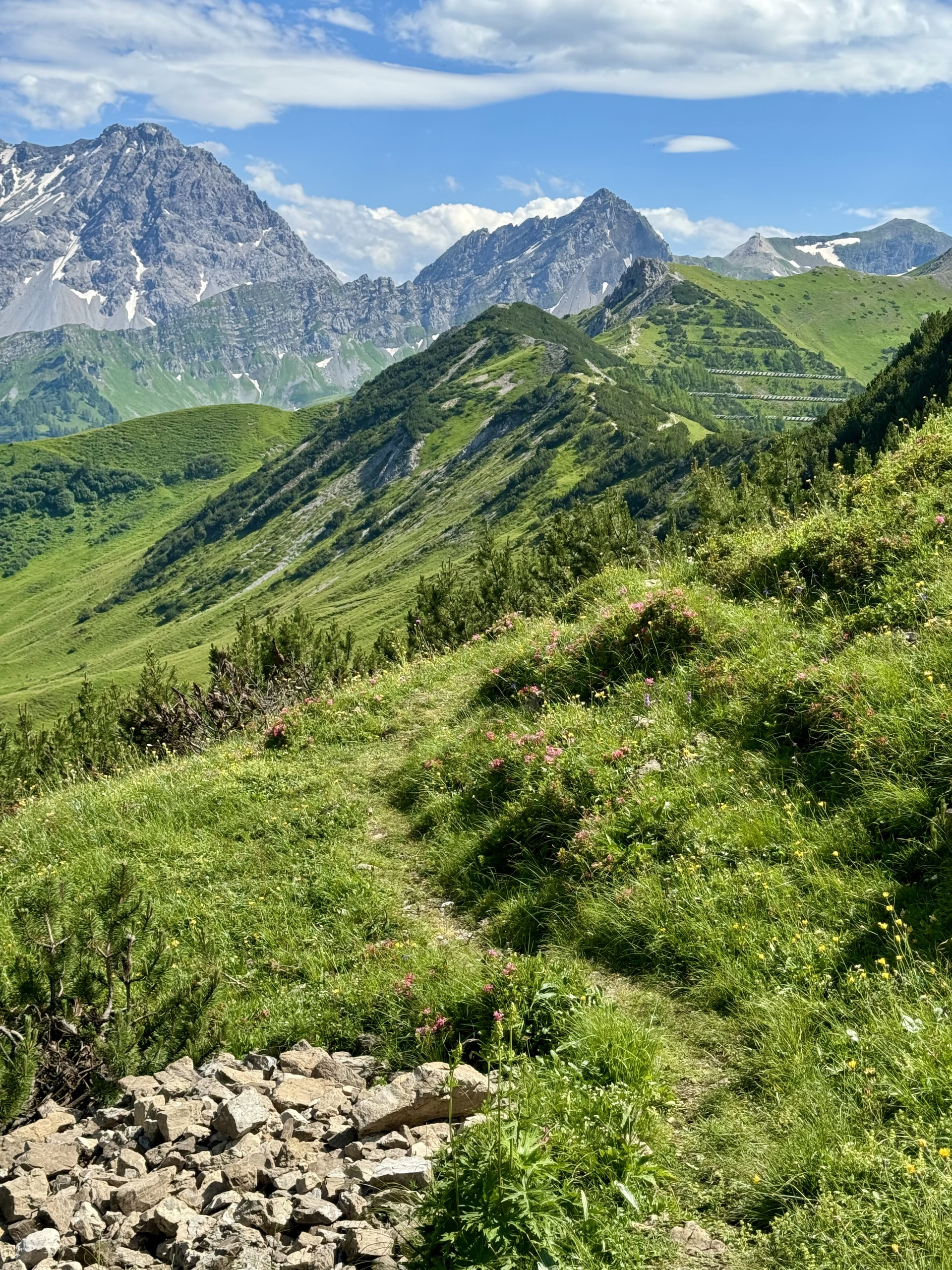
Zdjęcie ze szlaku Fürstin-Gina-Weg, na który można wyjechać wyciągiem narciarskim (Bergbahnen Malbun AG)